# Wu Peng (escalador)
Wu Peng (en chino: 伍鹏; 15 de octubre de 2002) es un deportista chino que compite en escalada. Participó en los Juegos Olímpicos de París 2024, obteniendo una medalla de plata en la prueba de velocidad.

## Palmarés internacional
| Juegos Olímpicos | Juegos Olímpicos | Juegos Olímpicos | Juegos Olímpicos |
| Año              | Lugar            | Medalla          | Prueba           |
| ---------------- | ---------------- | ---------------- | ---------------- |
| 2024             | París (Francia)  | Medalla de plata | Velocidad        |